# Лайма (округ Грант, Вісконсин)
Лайма (англ. Lima) — місто (англ. town) в США, в окрузі Грант штату Вісконсин. Населення — 771 особа (2020).

## Демографія
Згідно з переписом 2010 року, у місті мешкало 805 осіб у 278 домогосподарствах у складі 219 родин. Було 295 помешкань
Расовий склад населення:
| - 98,6 % — білих - 0,9 % — чорних або афроамериканців |

До двох чи більше рас належало 0,1 %. Частка іспаномовних становила 0,5 % від усіх жителів.
За віковим діапазоном населення розподілялося таким чином: 30,3 % — особи молодші 18 років, 58,5 % — особи у віці 18—64 років, 11,2 % — особи у віці 65 років та старші. Медіана віку мешканця становила 38,3 року. На 100 осіб жіночої статі у місті припадало 108,5 чоловіків;  на 100 жінок у віці від 18 років та старших — 103,3 чоловіків також старших 18 років.
Середній дохід на одне домашнє господарство  становив 68 729 доларів США (медіана — 59 167), а середній дохід на одну сім'ю — 76 573 долари (медіана — 63 571). Медіана доходів становила 40 469 доларів для чоловіків та 30 750 доларів для жінок. За межею бідності перебувало 4,1 % осіб, у тому числі 1,3 % дітей у віці до 18 років та 8,0 % осіб у віці 65 років та старших.
Цивільне працевлаштоване населення становило 327 осіб. Основні галузі зайнятості: освіта, охорона здоров'я та соціальна допомога — 21,7 %, сільське господарство, лісництво, риболовля — 17,7 %, роздрібна торгівля — 12,5 %, транспорт — 11,9 %.